# 1929年全仏選手権 (テニス)
1929年 全仏選手権（1929ねんぜんふつせんしゅけん、Internationaux de France de Roland-Garros 1929）に関する記事。フランス・パリにある「スタッド・ローラン・ギャロス」にて開催。

## 大会の流れ
- 男子シングルスは「83名」の選手による7回戦制で行われた。19人の選手を絞り落とすため、1回戦は19試合を実施し、他の45名は2回戦から出場した。女子シングルスは「58名」の選手による6回戦制で行われ、第1・第2シードを含む6名の選手に「1回戦不戦勝」（抽選表では“Bye”と表示）があった。
- シード選手は男子16名、女子8名。シード選手でも、1回戦から出場した人と、2回戦から登場した人がいる。2回戦から登場した選手が初戦敗退の場合は「2回戦＝初戦」と表記する。

## シード選手

### 男子シングルス
1. アンリ・コシェ　（ベスト4）
2. ルネ・ラコステ　（優勝、2年ぶり3度目）
3. ビル・チルデン　（ベスト4）
4. ジャン・ボロトラ　（準優勝）
5. フランシス・ハンター　（ベスト8）
6. ウンベルト・デ・モルプルゴ　（ベスト8）
7. ヘンリー・オースチン　（3回戦）
8. コリン・グレゴリー　（4回戦）
9. ジャック・ブルニョン　（ベスト8）
10. ベラ・フォン・ケーリング　（ベスト8）
11. ルイス・レイモンド　（1回戦）
12. ジョルジオ・デ・ステファーニ　（1回戦）
13. クリスチャン・ボッサス　（4回戦）
14. ルネ・ド・ブゼレー　（2回戦＝初戦）
15. ダニエル・プレン　（3回戦、途中棄権）
16. ハンス・モルデンハウアー　（4回戦）

### 女子シングルス
1. ヘレン・ウィルス　（優勝、大会2連覇）
2. ボビー・ハイネ　（ベスト8）
3. フィービ・ワトソン　（ベスト8）
4. アイリーン・ベネット　（ベスト4）
5. コルネリア・ボウマン　（1回戦）
6. シモーヌ・マチュー　（準優勝）
7. シリー・アウセム　（ベスト4）
8. アームガード・ロスト　（3回戦）

## 大会経過

### 男子シングルス
準々決勝
- アンリ・コシェ vs.  ジャック・ブルニョン　7-5, 4-6, 6-4, 7-5
- ジャン・ボロトラ vs.  フランシス・ハンター　6-8, 10-8, 4-6, 8-6, 6-1
- ビル・チルデン vs.  ウンベルト・デ・モルプルゴ　9-11, 3-6, 6-1, 6-2, 8-6
- ルネ・ラコステ vs.  ベラ・フォン・ケーリング　8-6, 1-6, 6-0, 6-3

準決勝
- ジャン・ボロトラ vs.  アンリ・コシェ　6-3, 5-7, 7-5, 5-7, 6-4
- ルネ・ラコステ vs.  ビル・チルデン　6-1, 6-0, 5-7, 6-3

### 女子シングルス
準々決勝
- ヘレン・ウィルス vs.  シルビ・アンロタン　6-4, 6-1
- アイリーン・ベネット vs.  アリーダ・ニーブ　7-5, 6-1
- シモーヌ・マチュー vs.  フィービ・ワトソン　4-6, 6-3, 6-1
- シリー・アウセム vs.  ボビー・ハイネ　5-7, 6-3, 6-4

準決勝
- ヘレン・ウィルス vs.  アイリーン・ベネット　6-2, 7-5
- シモーヌ・マチュー vs.  シリー・アウセム　8-6, 2-6, 6-2

## 決勝戦の結果
- 男子シングルス： ルネ・ラコステ vs.  ジャン・ボロトラ　6-3, 2-6, 6-0, 2-6, 8-6
- 女子シングルス： ヘレン・ウィルス vs.  シモーヌ・マチュー　6-3, 6-4
- 男子ダブルス： ルネ・ラコステ＆ ジャン・ボロトラ vs.  アンリ・コシェ＆ ジャック・ブルニョン　6-3, 3-6, 6-3, 3-6, 8-6
- 女子ダブルス： リリ・デ・アルバレス＆ コルネリア・ボウマン vs.  ボビー・ハイネ＆ アリーダ・ニーブ　7-5, 6-3
- 混合ダブルス： アンリ・コシェ＆ アイリーン・ベネット vs.  フランシス・ハンター＆ ヘレン・ウィルス　6-3, 6-2